# Thomas Snelling
Thomas Snelling (1712 – 2 maggio 1773) è stato un numismatico britannico.

## Biografia
Portò avanti un'attività come commerciante di monete e librario al n. 163 di Fleet Street, vicino alla Horn Tavern (in seguito Anderton's Hotel). Il suo nome ricorre spesso come acquirente nelle vendite di moneta a Londra verso il 1766, e tra i suoi clienti numismatici vi era William Hunter l'anatomista.
Morì nel 1773, e suo figlio, Thomas Snelling, che ebbe un'attività come venditore di stampe sempre al 163 di Fleet Street, pubblicò postumi due dei lavori del padre.
Le monete, medaglie e altre antichità di Snelling furono vendute all'asta da Langford's, Covent Garden, nel 21–24 gennaio 1774 (Il catalogo di vendita con i prezzi si trova alla Medal Room del British Museum). Le monete erano principalmente greche e romane, ma nessun lotto ottenne prezzi alti.
Ci sono tre medaglie con il ritratto di Snelling al British Museum, fatte da G. Rawle, da L. Pingo, e da Kirk). Un altro ritratto fu disegnato e inciso da John Thane nel 1770, e William Tassie ne fece un medaglione. Esiste anche un medaglione delle serie di Tassie di sua figlia, Miss Snelling.

## Opere
Snelling ha scritto e pubblicato diversi trattati sulle monete britanniche. Le tavole delle sue View of the Silver Coin … of England sono eseguite grossolanamente, ma Edward Hawkins (Silver Coins) le apprezzò per la loro fedeltà. Sui frontespizi e sulle tavole dei suoi libri Snelling metteva solitamente un annuncio pubblicitario: "Who buys and sells all sorts of coins and medals."
Le pubblicazioni di Snelling sono:
- Seventy-two Plates of Gold and Silver Coin, mostly English, 1757. Henry William Henfrey (Num. Chron. 1874, pp. 159 f.) ha indicato che furono probabilmente stampate da lastre su rame incise per Sir James Harrington e il comitato della zecca nel 1652.
- A View of the Silver Coin … of England, 1762.
- A View of the Gold Coin … of England, 1763.
- A View of the Copper Coin … of England, 1766 (inclusi i token per il commercio).
- The Doctrine of Gold and Silver Computations, 1766. 6. ‘A Supplement to Mr. Simon's Essay on Irish Coins,' 1767.
- Miscellaneous Views of the Coins struck by English Princes in France, &c., 1769 (incluso un resoconto su sterline contraffatte, e su monete coloniali inglesi e altro).
- A View of the Origin … of Jettons or Counters, 1769.
- A View of the Silver Coin of … Scotland, 1774.
- Thirty-three Plates of English Medals, 1776.[3]